# Sci alpino agli XI Giochi olimpici invernali - Slalom speciale femminile
Tra le competizioni dello sci alpino agli XI Giochi olimpici invernali di Sapporo 1972 lo slalom speciale femminile si disputò venerdì 11 febbraio sulla pista di Sapporo Teine; la statunitense Barbara Cochran vinse la medaglia d’oro, le francesi Danièle Debernard e Florence Steurer rispettivamente quella d'argento e quella di bronzo, valide anche ai fini dei Campionati mondiali di sci alpino 1972.

## Antefatti
Detentrice uscente del titolo era la francese Marielle Goitschel, che aveva vinto la gara dei X Giochi olimpici invernali di Grenoble 1968 disputata sul tracciato di Chamrousse precedendo la canadese Nancy Greene (medaglia d'argento) e l'altra francese Annie Famose (medaglia di bronzo); la campionessa mondiale in carica era la francese Ingrid Lafforgue, vincitore a Val Gardena 1970 davanti alla Cochran e all'altra francese Michèle Jacot.
Le migliori sciatrici di slalom speciale al momento erano considerate le sorelle francesi di Britt e Ingrid Lafforgue. Ingrid aveva vinto la Coppa del Mondo di specialità nel 1969-1970 e il titolo iridato nello stesso anno, ma si era infortunata all'inizio del 1971 e non partecipò a questi Giochi. Britt vinse la Coppa del mondo di specialità nel 1970-1971 e nel 1971-1972, quella del 1971 a pari merito con la canadese Betsy Clifford, che non gareggiò a Sapporo.

## Risultati
| Pos. | Pett. | Atleta                | Nazione          | Tempo 1ª manche | Pos. 1ª manche | Tempo 2ª manche | Pos. 2ª manche | Tempo totale | Distacco |
| ---- | ----- | --------------------- | ---------------- | --------------- | -------------- | --------------- | -------------- | ------------ | -------- |
| 1    | 1     | Barbara Cochran       | Stati Uniti      | 0:46,05         | 1              | 0:45,19         | 2              | 1:31,24      |          |
| 2    | 6     | Danièle Debernard     | Francia          | 0:46,08         | 2              | 0:45,18         | 1              | 1:31,26      | +0,02    |
| 3    | 15    | Florence Steurer      | Francia          | 0:46,57         | 4              | 0:46,12         | 3              | 1:32,69      | +1,45    |
| 4    | 5     | Judy Crawford         | Canada           | 0:47,12         | 5              | 0:46,83         | 6              | 1:33,95      | +2,71    |
| 5    | 4     | Annemarie Moser-Pröll | Austria          | 0:47,20         | 6              | 0:46,83         | 6              | 1:34,03      | +2,79    |
| 6    | 26    | Pamela Behr           | Germania Ovest   | 0:47,57         | 8              | 0:46,70         | 4              | 1:34,27      | +3,03    |
| 7    | 12    | Monika Kaserer        | Austria          | 0:47,59         | 9              | 0:46,77         | 5              | 1:34,36      | +3,12    |
| 8    | 13    | Patty Boydstun        | Stati Uniti      | 0:48,11         | 13             | 0:47,48         | 9              | 1:35,59      | +4,35    |
| 9    | 11    | Susie Corrock         | Stati Uniti      | 0:48,09         | 12             | 0:47,67         | 10             | 1:35,76      | +4,52    |
| 9    | 24    | Toril Førland         | Norvegia         | 0:47,75         | 10             | 0:48,01         | 11             | 1:35,76      | +4,52    |
| 11   | 21    | Gina Hathorn          | Gran Bretagna    | 0:48,72         | 14             | 0:47,46         | 8              | 1:36,18      | +4,94    |
| 12   | 39    | Laurie Kreiner        | Canada           | 0:48,81         | 15             | 0:48,49         | 12             | 1:37,30      | +6,06    |
| 13   | 36    | Emiko Okazaki         | Giappone         | 0:50,06         | 18             | 0:49,47         | 14             | 1:39,53      | +8,29    |
| 14   | 40    | Kathy Kreiner         | Canada           | 0:50,55         | 19             | 0:49,72         | 15             | 1:40,27      | +9,03    |
| 15   | 25    | Divina Galica         | Gran Bretagna    | 0:51,13         | 22             | 0:49,37         | 13             | 1:40,50      | +9,26    |
| 16   | 31    | Harue Okitsu          | Giappone         | 0:50,55         | 19             | 0:50,12         | 16             | 1:40,67      | +9,43    |
| 17   | 9     | Rosi Mittermaier      | Germania Ovest   | 0:47,27         | 7              | 0:53,90         | 19             | 1:41,17      | +9,93    |
| 18   | 32    | Marta Bühler          | Liechtenstein    | 0:50,65         | 21             | 0:51,04         | 17             | 1:41,69      | +10,45   |
| 19   | 42    | Galina Šichova        | Unione Sovietica | 0:52,07         | 23             | 0:53,74         | 18             | 1:45,81      | +14,57   |
|      | 10    | Gertrud Gabl          | Austria          | 0:47,80         | 11             | DNF             | DNF            | DNF          | DNF      |
|      | 19    | Silvia Stump          | Svizzera         | 0:49,19         | 16             | DNF             | DNF            | DNF          | DNF      |
|      | 17    | Diane Pratte          | Canada           | 0:49,32         | 17             | DNF             | DNF            | DNF          | DNF      |
|      | 22    | Karianne Christiansen | Norvegia         | 0:52,59         | 24             | DNF             | DNF            | DNF          | DNF      |
|      | 3     | Britt Lafforgue       | Francia          | 0:46,23         | 3              | DSQ             | DSQ            | DSQ          | DSQ      |
|      | 2     | Wiltrud Drexel        | Austria          | DNF             | DNF            | DNF             | DNF            | DNF          | DNF      |
|      | 8     | Conchita Puig         | Spagna           | DNF             | DNF            | DNF             | DNF            | DNF          | DNF      |
|      | 16    | Marie-Theres Nadig    | Svizzera         | DNF             | DNF            | DNF             | DNF            | DNF          | DNF      |
|      | 20    | Traudl Treichl        | Germania Ovest   | DNF             | DNF            | DNF             | DNF            | DNF          | DNF      |
|      | 23    | Anne Brusletto        | Norvegia         | DNF             | DNF            | DNF             | DNF            | DNF          | DNF      |
|      | 27    | Rosi Speiser          | Germania Ovest   | DNF             | DNF            | DNF             | DNF            | DNF          | DNF      |
|      | 28    | Bernadette Zurbriggen | Svizzera         | DNF             | DNF            | DNF             | DNF            | DNF          | DNF      |
|      | 29    | Lotta Sollander       | Svezia           | DNF             | DNF            | DNF             | DNF            | DNF          | DNF      |
|      | 30    | Rita Good             | Svizzera         | DNF             | DNF            | DNF             | DNF            | DNF          | DNF      |
|      | 33    | Valentina Iliffe      | Gran Bretagna    | DNF             | DNF            | DNF             | DNF            | DNF          | DNF      |
|      | 34    | Carol Blackwood       | Gran Bretagna    | DNF             | DNF            | DNF             | DNF            | DNF          | DNF      |
|      | 35    | Mitsuyo Nagumo        | Giappone         | DNF             | DNF            | DNF             | DNF            | DNF          | DNF      |
|      | 38    | Svetlana Isakova      | Unione Sovietica | DNF             | DNF            | DNF             | DNF            | DNF          | DNF      |
|      | 41    | Miyuki Katagiri       | Giappone         | DNF             | DNF            | DNF             | DNF            | DNF          | DNF      |
|      | 7     | Michèle Jacot         | Francia          | DSQ             | DSQ            | DSQ             | DSQ            | DSQ          | DSQ      |
|      | 14    | Marilyn Cochran       | Stati Uniti      | DSQ             | DSQ            | DSQ             | DSQ            | DSQ          | DSQ      |
|      | 18    | Gyri Sørensen         | Norvegia         | DSQ             | DSQ            | DSQ             | DSQ            | DSQ          | DSQ      |
|      | 37    | Nina Merkulova        | Unione Sovietica | DSQ             | DSQ            | DSQ             | DSQ            | DSQ          | DSQ      |

Legenda:

DNF = prova non completata

DSQ = squalificata

Pos. = posizione

Pett. = pettorale
Data: 13 febbraio

1ª manche:

Ore: 11.01 (UTC+9)

Pista: Sapporo Teine

Partenza:

Arrivo:

Dislivello: 184 m

Porte: 56

Tracciatore: K. Maier (Germania Ovest)

2ª manche:

Ore: 12.47 (UTC+9)

Pista: Sapporo Teine

Partenza:

Arrivo:

Dislivello: 184 m

Porte: 52

Tracciatore: Jacques Fourno (Francia)